# 노엘 (피치피치핏치)
노엘(ノエル)은 피치피치핏치의 등장인물이다. 애니메이션에서 목소리를 연기한 성우는 일본판은 나가타 료코이고 한국판은 안현서이다.

## 개요
북빙양의 인어나라 공주로 남색 진주의 소유자이다. 생일은 2월 13일. 혈액형은 A형. 이미지 색상은 남색. 남빙양의 머메이드 프린세스 카렌의 쌍둥이 언니이다.